# سام ميندز
صامويل أليكسندر سام ميندينز (بالإنجليزية: Sam Mendes)‏, (1 أغسطس 1965-) مخرج إنجليزي، اشتهر بسبب فيلم جمال أمريكي، حيث حصل على جائزة الأوسكار لأفضل مخرج وجائزة الغولدن غلوب لأفضل مخرج لإخراجه فيلم جمال أمريكي، اشتهر أيضاً بسبب فيلم سكايفول، حاصل على رتبة الإمبراطورية البريطانية.
تزوج الممثلة كيت وينسليت في عام 2003 وانفصلا في عام 2011.

## أعماله

### كمخرج
- جمال أمريكي
- طريق إلى الهلاك
- جارهيد
- الطريق الثوري
- بعيدا نمضي [الإنجليزية]
- سكايفول
- طيف
- 1917

### كمنتج
- الطريق إلى الهاوية (منتج)
- أشياء فقدناها في الحريق (منتج منفذ)
- عداء الطائرة الورقية (منتج)
- الطريق الثوري (منتج)
- 1917

## وصلات خارجية
- سام ميندز على موقع IMDb (الإنجليزية)
- سام ميندز على موقع الموسوعة البريطانية (الإنجليزية)
- سام ميندز على موقع روتن توميتوز (الإنجليزية)
- سام ميندز على موقع مونزينجر (الألمانية)
- سام ميندز على موقع ألو سيني (الفرنسية)
- سام ميندز على موقع ميوزك برينز (الإنجليزية)
- سام ميندز على موقع تيرنر كلاسيك موفيز (الإنجليزية)
- سام ميندز على موقع أول موفي (الإنجليزية)
- سام ميندز على موقع بوكس أوفيس موجو (الإنجليزية)
- سام ميندز على موقع قاعدة بيانات برودواي على الإنترنت (الإنجليزية)